# Groupe scolaire Villegoudou
Le groupe scolaire Villegoudou rassemble une école maternelle et primaire de Castres situé sur la rive gauche de l'Agout. Construit construit dans les années trente dans un style Art déco, l'ensemble est labellisé Patrimoine du XXe siècle.

## Localisation
Le groupe scolaire est situé au 30 boulevard Docteurs-Aribat, non loin de l'église Saint-Jacques-de-Villegoudou.

## Histoire
Dans les années 1920, la municipalité socialiste d'Henri Sizaire confie à l'architecte de la ville, Georges Benne, la construction d'un groupe scolaire comprenant une école de filles et une école maternelle « au centre des quartiers industriels de la rive gauche de l'Agout » pour remplacer deux écoles insalubres situées boulevard Carnot. On doit également à Georges Benne la construction de la piscine et des bains-douches de la ville.
Le nouveau groupe scolaire, projeté de l'autre côté du boulevard, prévoit la réalisation d'une école maternelle avec garderie pour 300 enfants, d'une école de filles de 320 élèves et de huit logements de directrices et d'institutrices. Le chantier démarre fin 1932 réunissant plusieurs corps de métiers de la région (constructions Cerutti de Montauban, agence toulousaine du bureau Hennebique, ferronnerie Aimé Pezet de Castres, Ateliers du Tarn à Lavaur). L'architecte choisit la brique de parement de la marque Dizy, provenant du nord de la France. L'inauguration de l'école a lieu le dimanche 28 avril 1935.
En 2016, l'ensemble est labellisé Patrimoine du XXe siècle
Le groupe scolaire Villegoudou, en totalité (y compris les préaux, cours, rampes et clôtures et à l’exclusion des adjonctions contemporaines), est inscrit aux monuments historiques par un arrêté du 8 octobre 2022.